# Altmersleben
Altmersleben es un municipio situado en el distrito de Altmark-Salzwedel, en el estado federado de Sajonia-Anhalt (Alemania), a una altitud de 26 metros. Su población a mediados de 2012 era de unos 300 habitantes y su densidad poblacional, 22 hab/km².